# Regeling garanties van oorsprong voor duurzame elektriciteit
De Regeling garanties van oorsprong voor duurzame elektriciteit was een ministeriële regeling waarmee een certificaat afgegeven kon worden, een garantie van oorsprong (GvO), als bewijsmiddel dat elektriciteit afkomstig is van windkracht, waterkracht, zonnekracht of biomassa-installaties. De regeling was de opvolger van het groencertificaat en was van 2004 tot en met 2015 van kracht. De regeling is vervangen door de Regeling garanties van oorsprong voor energie uit hernieuwbare energiebronnen en HR-WKK-elektriciteit, een verzamelregeling die voor zowel gas, elektriciteit en warmte uit hernieuwbare bronnen en HR-WKK geldt.

## Werking
Wilde een elektriciteitsbedrijf het verlaagde tarief van de regulerende energiebelasting toepassen op zijn stroom dan moest het bedrijf het GvO-bewijs kunnen overhandigen. De GvO's waren op de Europese markt verhandelbaar. De GvO's waren een jaar geldig. Zodra de aan de garantie gekoppelde elektriciteit verbruikt was, werd de garantie uit de markt gehaald om te voorkomen dat het opnieuw wordt verkocht. De certificaten stonden onder het beheer van CertiQ, een dochteronderneming van TenneT.
Verschillende leveranciers gebruikten de mogelijkheid om certificaten over in te kopen van stroom in landen waar dat meestal uit een duurzame bron kwam, om grijze stroom te 'vergroenen'.
De garantie was ook gekoppeld aan subsidie op basis van de milieukwaliteit elektriciteitsproductie (MEP) (vanaf 1 januari 2008 vervangen door de Stimuleringsregeling Duurzame Energieproductie).
De regeling was opgenomen in de Elektriciteitswet 1998 en uitgewerkt in de ministeriële Regeling afnemers en monitoring Elektriciteitswet 1998 en Gaswet. Toezichthouder op de regeling was de Autoriteit Consument & Markt.